# Nicolai Clausen
Nicolai Clausen (4. maj 1889 på Als – 1971) var en dansker, som gjorde tjeneste i 1. verdenskrig.

## Biografi
Clausens mor døde, da han var ganske lille, og han blev derfor sat i pleje hos sin tante på Elstrup Mølle. Han var gift ved krigsudbruddet.
Han havde aftjent sin værnepligt før krigen, og blev derfor indkaldt i de første dage af august. Han afgik med sit regiment, Füsilier Regiment Nr. 86, til Vestfronten. Her deltog han i fremstødet i Belgien og Flandern, samt i den tidlige skyttegravskrig. Han avancerede til underofficer og blev senere Vizefeldwebel. I slutningen af december 1915 blev han såret i benet. Han afgik først i juni 1916 igen til fronten. Allerede midt i juli blev han under kampene ved Somme såret igen. Han kom til Flensborg, hvor han sandsynligvis deltog i uddannelsen af rekrutter. Det vides ikke om han vendte tilbage til fronten. Hans sidste brev blev afsendt fra Flensborg i februar 1917.
Nicolai Clausen overlevede krigen. Han døde i 1971. Hans breve er blevet opbevaret på Museet på Sønderborg Slot.